# Cuttsia
Cuttsia, monotipski  biljni rod iz porodice Rousseaceae. Jedina vrsta je C. viburnea, grm ili grmoliko drvo koje naraste do 15 metara visine. Australski je endem iz Novog Južnog Walesa i Queenslanda . 
Raste u suptropskim i toplim-umjerenim prašumama, često uz manje vodotoke.